# Копенік

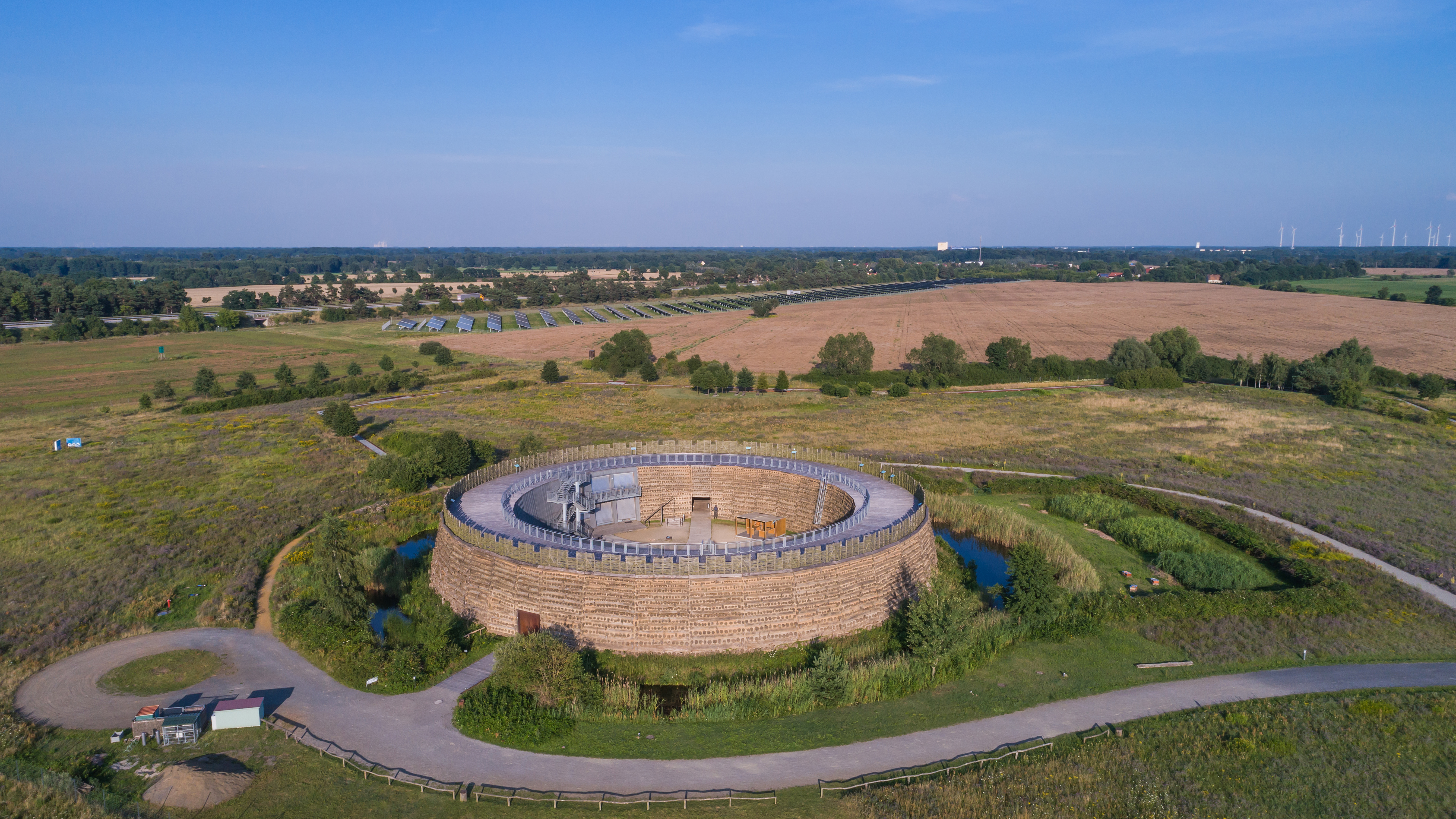
Типове слов'янське укріплення, фортеця Радуш, Нижня Лужиця

Копенік (нім. Köpenick, пол. Kopnik) — головне місто племені спреван; нині район Берліна. До XIII століття називалося Copnic, у 1210 — Copenic, з 1 січня 1931 — Köpenick.

## Історія
Археологічні пошуки засвідчили, що місто засноване на початку IX століття, яке після руйнації в кінці X століття було відбудоване. В XII ст. Місто було столицею князя Якси з Копаниці. У 1200 році захоплене маркграфами мейсенськими Веттинами, потім перейшов до Асканійців. Найраніші в цьому регіоні знахідки датуються епохою Бронзи, а ті, що відносяться до слов'ян 849 роком (визначалось за допомогою дендрохронографії).
На землях, де нині Барнім та Тельтов, проживали спревани, їхня головна фортеця знаходилась на місці нинішнього Замкового острова в Берліні. Ці племена в основному займались рибальством та полюванням. Про те, що ці місця були багаті на рибу свідчить герб сьогоднішнього Копеніка. Синє означає воду, ключ — Апостола Петра, сім зірок сузір'я Стожари (орієнтир для рибаків у морі), і, звичайно, дві рибини. Археологи з'ясували, що на тому місці справді було місто, яке наприкінці Х століття в ході німецького переселення на схід було повністю зруйноване. Подальші розкопки показали більше, у 1100 тут знаходилось велике місто з жвавим економічним життям, яке, імовірно, до 1133 належало Польщі. Коли слов'яни втратили контроль над містом не відомо. У 1178, найпізніше в 1209, фортеця була резиденцією Веттинів, у 1245 після шестирічної Тельтовської війни її захопила асканійська династія (потомки Альбрехта Ведмедя).

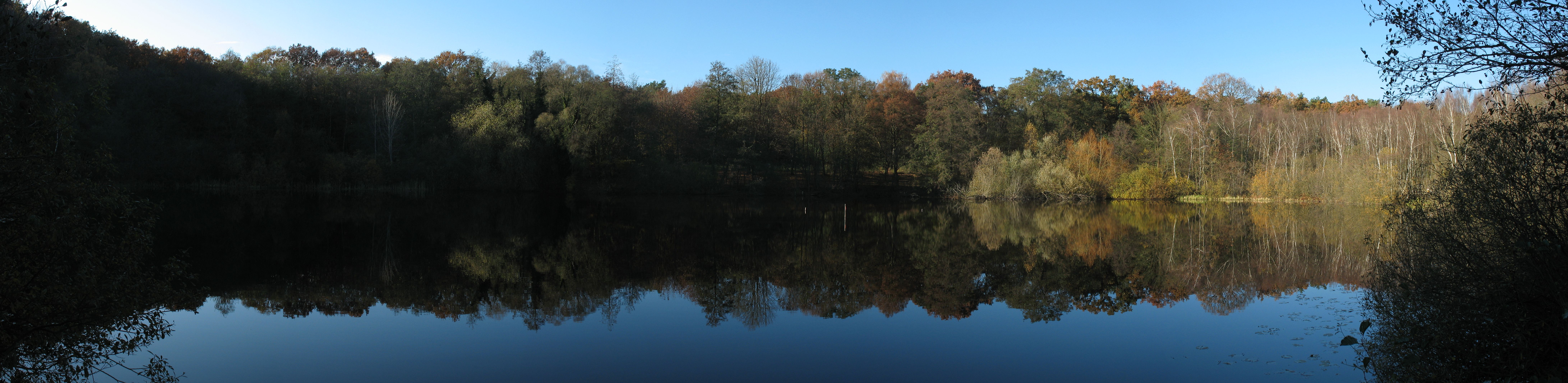